# Rifugio Cesare Branca
Das Rifugio Cesare Branca (deutsch Brancahütte) ist eine alpine Schutzhütte der Sektion Mailand des Club Alpino Italiano (CAI). Es liegt in der italienischen Region Lombardei in den Ortler-Alpen auf einer Höhe von 2493 m s.l.m. Die Hütte wird von Mitte/Ende Juni bis Mitte September sowie zur Skitourensaison von Anfang März bis Mitte Mai bewirtschaftet. Sie verfügt über 102 Schlafplätze und einen Winterraum mit 8 Schlafplätzen.

## Lage
Die Hütte liegt im oberen Valle dei Forni einem östlichen Seitental des Valfurva zu Füßen des Forni-Gletschers. Etwas unterhalb des Rifugio liegt der kleine Lago delle Rosole. Südlich erhebt sich die zum Teil vergletscherte Nordwand der Punta San Matteo. Neben der Punta San Matteo ist das Rifugio Branca Ausgangsbasis für die Besteigung verschiedener Gipfel des Ortler-Hauptkamms, darunter des Cevedale, Palòn de la Mare, Monte Vioz und Pizzo Tresero.

## Geschichte
Mit dem Bau der Hütte wurde 1932 auf Initiative von Giuseppina Branca begonnen, die den Bau in Erinnerung an ihren Bruder Cesare Branca, einem begeisterten Alpinisten, wesentlich mitfinanzierte. Sie wurde 1934 eingeweiht und der Sektion Mailand des CAI übergeben. 1978 wurde neben dem Rifugio die Dependance Martinelli auf Initiative von Luigi Martinelli im Gedenken an seinen Bruder Genesio errichtet. 1985 wurde das Rifugio erweitert und 1995 wurden beide Gebäude durch einen Anbau miteinander verbunden, so dass sie heute einen einzigen Baukörper darstellen.

## Zugänge
- Vom Parkplatz im Valle dei Forni, 2173 m ⊙ auf Weg 524 in 1 Stunde

## Nachbarhütten und Übergänge
- Zum Rifugio Pizzini-Frattola, 2706 m ⊙ auf Weg 530 in 1 Stunde 30 Minuten
- Zum Rifugio Gianni Casati, 3254 m ⊙ auf Weg 530, 528 in 3 Stunden 30 Minuten
- Zum Rifugio Quinto Alpini, 2877 m ⊙ auf Weg 530, 529 in 5 Stunden
- Zum Rifugio Vioz, 3535 m ⊙ in 5 Stunden 30 Minuten

## Skitouren
Von der Brancahütte aus kann man unzählige Skitouren machen unter anderem auch Monte Zebrù und die Königspitze.

## Karten
- Tabacco Blatt 08 Ortlergebiet / Cevedale